# キッス (漫画)
『キッス』は、やまだないとによる日本の漫画作品。1990年、週刊ヤングマガジン（講談社）にて連載された。

## 概要
渋谷を舞台にした再婚した親の連れ子同士の男女のラブコメディー。週刊ヤングマガジンにおいて、1990年第12号から第39号にかけて連載された。単行本は、ヤンマガKCスペシャル（講談社）より全2巻で発売された。
キャラクター造型やポップな扉絵、使用される擬音などに、漫画家・江口寿史からの影響が見られる。また、当時の人気音楽グループであるフリッパーズ・ギターからの影響として、扉絵が彼らのアルバムジャケットに似せられていたり、エピソードのタイトルが彼らの楽曲名から引用されたりしている。

## ストーリー
東京・渋谷に住む高校1年生のキイチは、父親の再婚パーティーの会場から出てきた女の子・カズミと出会い一目惚れする。キイチは声をかけてきたカズミをバイクに乗せ、ホテルに連れていく。酒を交わして話し合ううち、2人は意気投合し一夜を共にする。しかし翌朝、自分たちが再婚する親の連れ子同士とわかりパニックに。親とともにひとつ屋根の下、兄妹として暮らすことになり、キイチの悶々とした日々が始まる。

## 登場人物
青山 紀市（あおやま きいち）
通称キイチ。高校1年生（劇中で2年生に進級）。カズミと結ばれ童貞を捨てたが、彼女が義理の妹となり悶々とした日々を過ごすことに。軟弱で優柔不断な性格だが、ここぞという時には男らしい面を見せることもある。同級生のコズエやケンらと「バカ・ボーンズ」というバンドを組み、ヴォーカルを担当。酒癖がかなり悪い。
青山 一美（あおやま かずみ）
通称カズミ。中学3年生（劇中で高校1年生に進級）。キイチと結ばれたものの、家族となってからは兄妹として接しようとする。学校でも目立つほどの可愛らしいルックスの持ち主だが、ませていて気の強い性格である。アヤとナツキという友人がいる。
雑賀（さいが）
渋谷を取りしきるチーム、ワイルド・ワンのリーダー。他を圧倒するカリスマ的な存在で、喧嘩も強く異性にも不自由していない。自分の前で気の強さを見せたカズミを気に入り、自分の女にしようと狙う。
青山 紀八（あおやま きはち）
キイチの父親。桃栗山念（ももくり さんねん）というペンネームで小説家として活動している。前妻と別れ長らく独身だったが、外国で出会ったキミエと再婚した。
青山 キミエ（あおやま キミエ）
カズミの母親で紀八の再婚相手。和服美人。行動にとろいところがある。
サエコ
紀八の前妻でキイチの実の母親。モデルクラブの社長。カズミと雑賀をモデルにスカウトする。